# FT Водолея
FT Водолея (лат. FT Aquarii) — одиночная переменная звезда в созвездии Водолея на расстоянии (вычисленном из значения параллакса) приблизительно 3514 световых лет (около 1078 парсеков) от Солнца. Видимая звёздная величина звезды — от +12,6m до +11,6m.

## Характеристики
FT Водолея — красная пульсирующая медленная неправильная переменная звезда (LB) спектрального класса M. Эффективная температура — около 3293 К.